# Walerian Walerianowitsch Obolenski
Walerian Walerianowitsch Obolenski (auch N. Osinski; russisch Валериан Валерианович Оболенский; * 25. Märzjul. / 6. April 1887greg. in Byki im Amt Lgow; † 1. September 1938 in Moskau) war ein russischer Revolutionär und sowjetischer Wirtschaftsführer.
Obolenski, Bolschewik seit 1907, war Mitglied des Obersten Rates für Volkswirtschaft der Russischen Sowjetrepublik und des Volkskommissariats für Landwirtschaft. Im Oktober 1923 gehörte er zu den Unterzeichnern der Erklärung der 46. Während des ersten Fünfjahresplanes Vorsitzender der All-sowjetischen Vereinigung für Automobil- und Traktorindustrie. Maßgeblich mitverantwortlich für das Abkommen über technische Zusammenarbeit mit der Ford Motor Company vom Mai 1929, auf dessen Basis der „Autogigant“ GAS (Gorkowski Awtomobilny Sawod) in Nischni Nowgorod errichtet wurde. Seit 1932 war er Mitglied der Akademie der Wissenschaften der UdSSR. 1938 fiel er den Stalinschen Säuberungen zum Opfer.